# Mainland (Orkney)
Mainland, også kendt som Hrossey og Pomona, er hovedøen i øgruppen Orkneyøerne, Skotland. Begge Orkneyøernes burgher, Kirkwall og Stromness, ligger på øen, der også er knudepunkt for Orkneyøernes færge- og flyforbindelser.
Omkring 75 % af øgruppens befolkning bor på Mainland, der således har en højere befolkningstæthed end nogle af de andre øer. Øgruppens to største byer, Kirkwall og Stromness ligger her, samt Finstown. Øen har også øgruppens primære lufthavn, Kirkwall Airport.
Dens historie går tilbage til stenalderen, og den har flere vigtige arkæologiske steder, hvoraf Heart of Neolithic Orkney (bestående af passagegraven Maeshowe, Standing Stones of Stenness, Brogar-ringen og Skara Brae) er på UNESCO's Verdensarvsliste, samt St Magnus Cathedral og Earl's Palace.
Grundfjeldet er af sandsten og giver en god undergrund til frodigt landbrug. Ligesom de øvrige dele af Orkneyøerne er der et rigt fugleliv.

## Geografi
Øen er relativt tæt befolket i forhold til det øvrige Orkney, og den har meget frugtbart landbrugsjord. Hovedparten af Mainland ligger vest for Kirkwall og er lavtliggende, med kystklipper mod nord og vest samt to betydelige ferskvandssøer, Stenness og Harray.
Den østlige del af Mainland er formet som bogstavet "W", hvor den østligste halvø er kendt som Deerness. Mod syd forbinder dæmninger kaldet Churchill Barriers øen med Burray og South Ronaldsay via Lamb Holm og Glimps Holm.
Mainland udgør effektivt kernen af Orkneyøerne og forbinder de nordlige dele af øgruppen med de sydlige. Mod øst og vest fortsætter øerne mod nord og syd, hvilket skaber en form, der minder om et "X". Den vestlige del af øen er en del af Hoy and West Mainland National Scenic Area, et af de 40 nationalt beskyttede landskaber i Skotland.
Befolkningen blev i 2011 opgjort til 17.162, en stigning på lidt over 12% sammenlignet med befolkningen på 15.315 i 2001.